# Three Secrets
Three Secrets is een Amerikaanse dramafilm uit 1950 onder regie van Robert Wise. Destijds werd de film in Nederland uitgebracht onder de titel Het geheim van 3 vrouwen.

## Verhaal
Een 5-jarige weesjongen overleeft als enige een vliegramp in de bergen van Californië. Drie zussen vragen zich af of hij het kind is dat ze ooit hebben laten adopteren. Terwijl ze op nieuws over de jongen wachten, denken ze terug aan de periode van de adoptie en de reden waarom ze hem niet konden houden.

## Rolverdeling
| Acteur           | Personage                 |
| ---------------- | ------------------------- |
| Eleanor Parker   | Susan Adele Connors Chase |
| Patricia Neal    | Phyllis Horn              |
| Ruth Roman       | Ann Lawrence              |
| Frank Lovejoy    | Bob Duffy                 |
| Leif Erickson    | Bill Chase                |
| Ted de Corsia    | Del Prince                |
| Edmon Ryan       | Hardin                    |
| Larry Keating    | Mark Harrison             |
| Katherine Warren | Mevrouw Connors           |
| Arthur Franz     | Paul Radin                |